# Jacksonville Jaguars 2007
La stagione 2007 dei Jacksonville Jaguars è stata la 13ª della franchigia nella National Football League, la quinta con come capo-allenatore Jack Del Rio. La squadra veniva da un record di 8-8 e salì a 11-5, centrando i playoff per la prima volta dal 2005. Questa rimase l'ultimo accesso alla post-season per la squadra fino al 2017.

## Scelte nel Draft 2007
| Giro | Scelta | Giocatore       | Ruolo            | College        |
| ---- | ------ | --------------- | ---------------- | -------------- |
| 1    | 21     | Reggie Nelson   | Free Safety      | Florida        |
| 2    | 48     | Justin Durant   | Linebacker       | Hampton        |
| 3    | 79     | Mike Walker     | Wide receiver    | UCF            |
| 4    | 101    | Adam Podlesh    | Punter           | Maryland       |
| 4    | 113    | Brian Smith     | Defensive end    | Missouri       |
| 5    | 149    | Uche Nwaneri    | Offensive guard  | Purdue         |
| 5    | 150    | Josh Gattis     | Safety           | Wake Forest    |
| 5    | 166    | Derek Landri    | Defensive tackle | Notre Dame     |
| 7    | 229    | John Broussard  | Wide Receiver    | San Jose State |
| 7    | 251    | Chad Nkang      | Strong Safety    | Elon           |
| 7    | 252    | Andrew Carnahan | Offensive tackle | Arizona State  |

|  | Scelta compensatoria |

## Calendario

### Stagione regolare

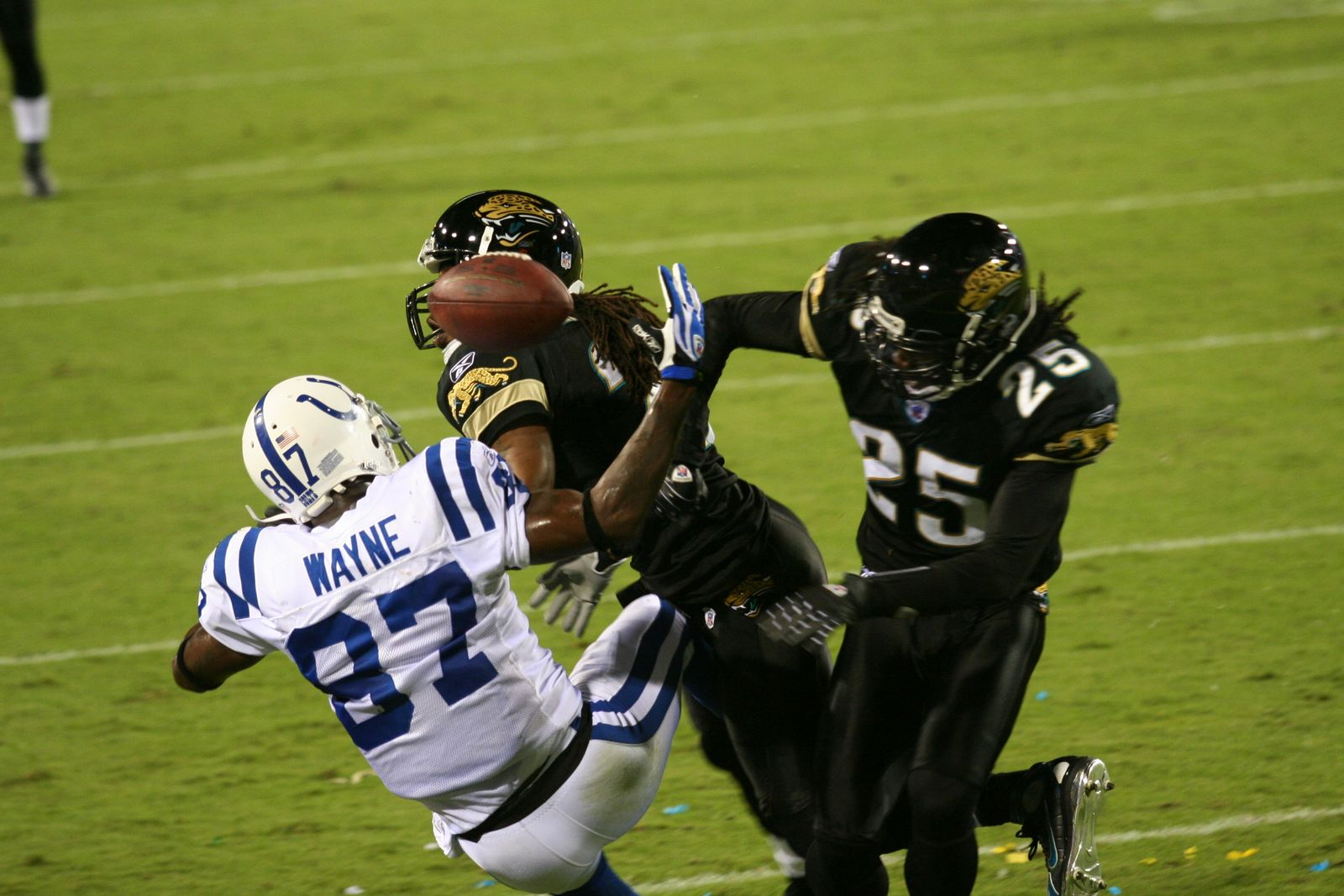
La partita del 22 ottobre contro i Colts.

| Stagione regolare |                    |                         |                    |                                |                    |                                                     |                    |                    |
| Turno             | Data               | Avversario              | Risultato          | Stadio                         | Record             | Tabellino                                           |                    |                    |
| 1                 | 9/9                | Tennessee Titans        | S 13–10            | Jacksonville Municipal Stadium | 0–1                | NFL                                                 |                    |                    |
| 2                 | 16/9               | Atlanta Falcons         | V 13–7             | Jacksonville Municipal Stadium | 1–1                | NFL                                                 |                    |                    |
| 3                 | 23/9               | at Denver Broncos       | V 23–14            | Invesco Field at Mile High     | 2–1                | NFL Archiviato il 6 marzo 2009 in Internet Archive. |                    |                    |
| 4                 | Settimana di pausa | Settimana di pausa      | Settimana di pausa | Settimana di pausa             | Settimana di pausa | Settimana di pausa                                  | Settimana di pausa | Settimana di pausa |
| 5                 | 7/10               | at Kansas City Chiefs   | V 17–7             | Arrowhead Stadium              | 3–1                | NFL                                                 |                    |                    |
| 6                 | 14/10              | Houston Texans          | V 37–17            | Jacksonville Municipal Stadium | 4–1                |                                                     |                    |                    |
| 7                 | 22/10              | Indianapolis Colts      | S 29–7             | Jacksonville Municipal Stadium | 4–2                | NFL                                                 |                    |                    |
| 8                 | 28/10              | at Tampa Bay Buccaneers | V 24–23            | Raymond James Stadium          | 5–2                |                                                     |                    |                    |
| 9                 | 4/11               | at New Orleans Saints   | S 41–24            | Louisiana Superdome            | 5–3                |                                                     |                    |                    |
| 10                | 11/11              | at Tennessee Titans     | V 28–13            | LP Field                       | 6–3                |                                                     |                    |                    |
| 11                | 18/11              | San Diego Chargers      | V 24–17            | Jacksonville Municipal Stadium | 7–3                |                                                     |                    |                    |
| 12                | 25/11              | Buffalo Bills           | V 36–14            | Jacksonville Municipal Stadium | 8–3                |                                                     |                    |                    |
| 13                | 2/12               | at Indianapolis Colts   | S 28–25            | RCA Dome                       | 8–4                | NFL                                                 |                    |                    |
| 14                | 9/12               | Carolina Panthers       | V 37–6             | Jacksonville Municipal Stadium | 9–4                | NFL                                                 |                    |                    |
| 15                | 16/12              | at Pittsburgh Steelers  | V 29–22            | Heinz Field                    | 10–4               | NFL                                                 |                    |                    |
| 16                | 23/12              | Oakland Raiders         | V 49–11            | Jacksonville Municipal Stadium | 11–4               | NFL                                                 |                    |                    |
| 17                | 30/12              | at Houston Texans       | S 42–28            | Reliant Stadium                | 11–5               | NFL                                                 |                    |                    |

### Playoff
| Playoff    |      |                             |           |        |                  |         |
| Turno      | Data | Avversario (seed)           | Risultato | Record | Stadio           | Sintesi |
| Wild Card  | 5/1  | at Pittsburgh Steelers (4)  | V 31–29   | 1–0    | Heinz Field      | NFL     |
| Divisional | 12/1 | at New England Patriots (1) | S 31–20   | 1–1    | Gillette Stadium | NFL     |